# Hololena rabana
Hololena rabana är en spindelart som beskrevs av Chamberlin och Ivie 1942. Hololena rabana ingår i släktet Hololena och familjen trattspindlar. Inga underarter finns listade i Catalogue of Life.